# نهان‌کوتوله‌ها
نهان‌کوتوله‌ها (نام علمی: Cryptonanus) سرده‌ای از صاریغ‌های نوگرمسیر دوزهدانی‌سان عضو تیره دوزهدانیان است. این سرده شامل پنج گونه است که از بولیوی تا اروگوئه و شرق برزیل یافت می‌شوند. اعضای این سرده، که در سال ۲۰۰۵ میلادی به رسمیت شناخته شد، را صاریغ‌های ریزجثه با رنگ بدن قهوه‌ای و گاه رو به قرمز هستند که شکل جمجمه آن‌ها متمایز از دیگر صاریغ‌ها است.
- سرده Cryptonanus
  - صاریغ باریک‌اندام آگریکولا (Cryptonanus agricolai)
  - صاریغ باریک‌اندام چاکو (Cryptonanus chacoensis)
  - صاریغ باریک‌اندام گواهیبا (Cryptonanus guahybae)
  - صاریغ باریک‌اندام شکم‌قرمز (Cryptonanus ignitus) † ۱۹۶۲
  - صاریغ باریک‌اندام اونوداوی (Cryptonanus unduaviensis)